# Atarba (Atarba) stuckenbergi
Atarba (Atarba) stuckenbergi is een tweevleugelige uit de familie steltmuggen (Limoniidae). De soort komt voor in het Afrotropisch gebied.